# Abraço

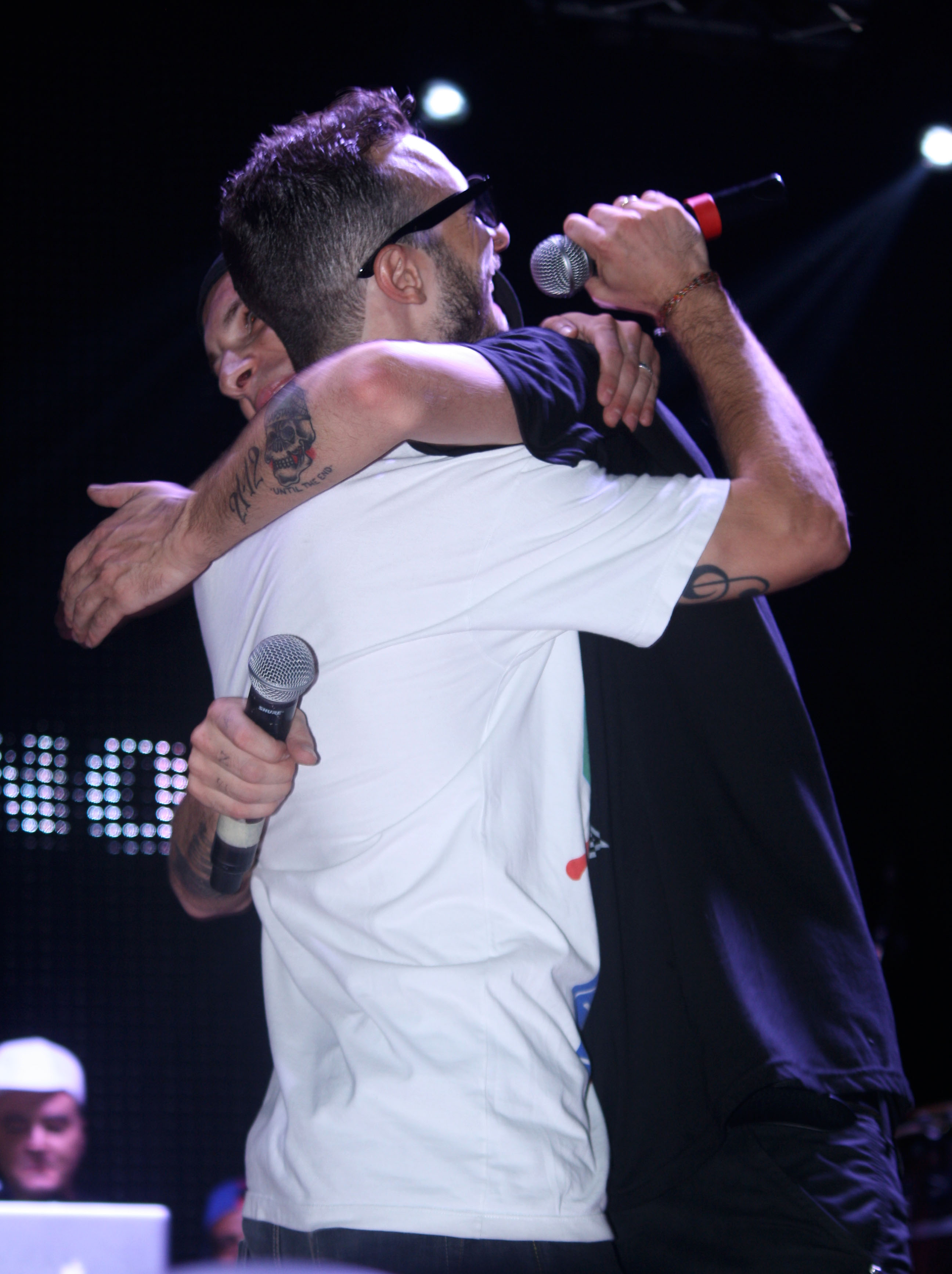
Um abraço durante um show na Itália

O abraço (/ɐˈbrasu/), amplexo, ou gavinha, é a ação de envolver algo ou alguém com os braços mantendo-o próxima ao peitoral (apertar entre os braços e o peitoral). Também é uma ação que pode demonstrar: afeto, ou cumprimento. (dependendo da cultura local). Um abraço em alguém pode demonstrar também proteção instintiva.
Na arquitetura, é um enfeite feito de folhas que se entrelaçam em volta de uma coluna.
Na botânica, é um órgão preênsil (o apêndice vegetal) que une uma planta trepadeira a outra; gavinha.
Apesar de apreciado por muita gente, esse gesto pode ser indesejado ou incômodo por quem possui afefobia, o medo de toques ou contato intercorporal, ou hiperestesia, uma excessiva sensibilidade sensorial, comum no autismo.

## Especificações

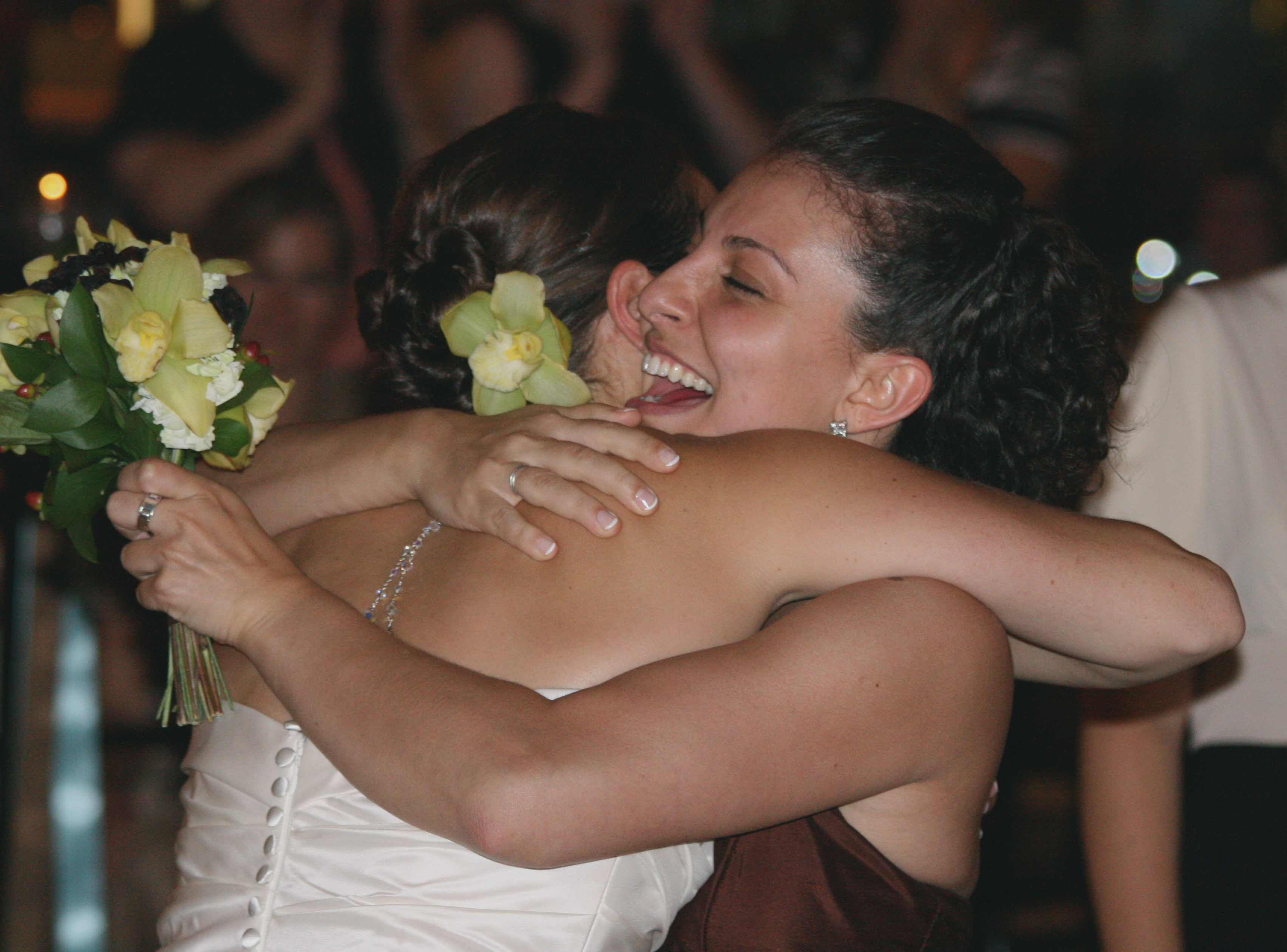
Um abraço pode ser um sinal de alegria ou felicidade

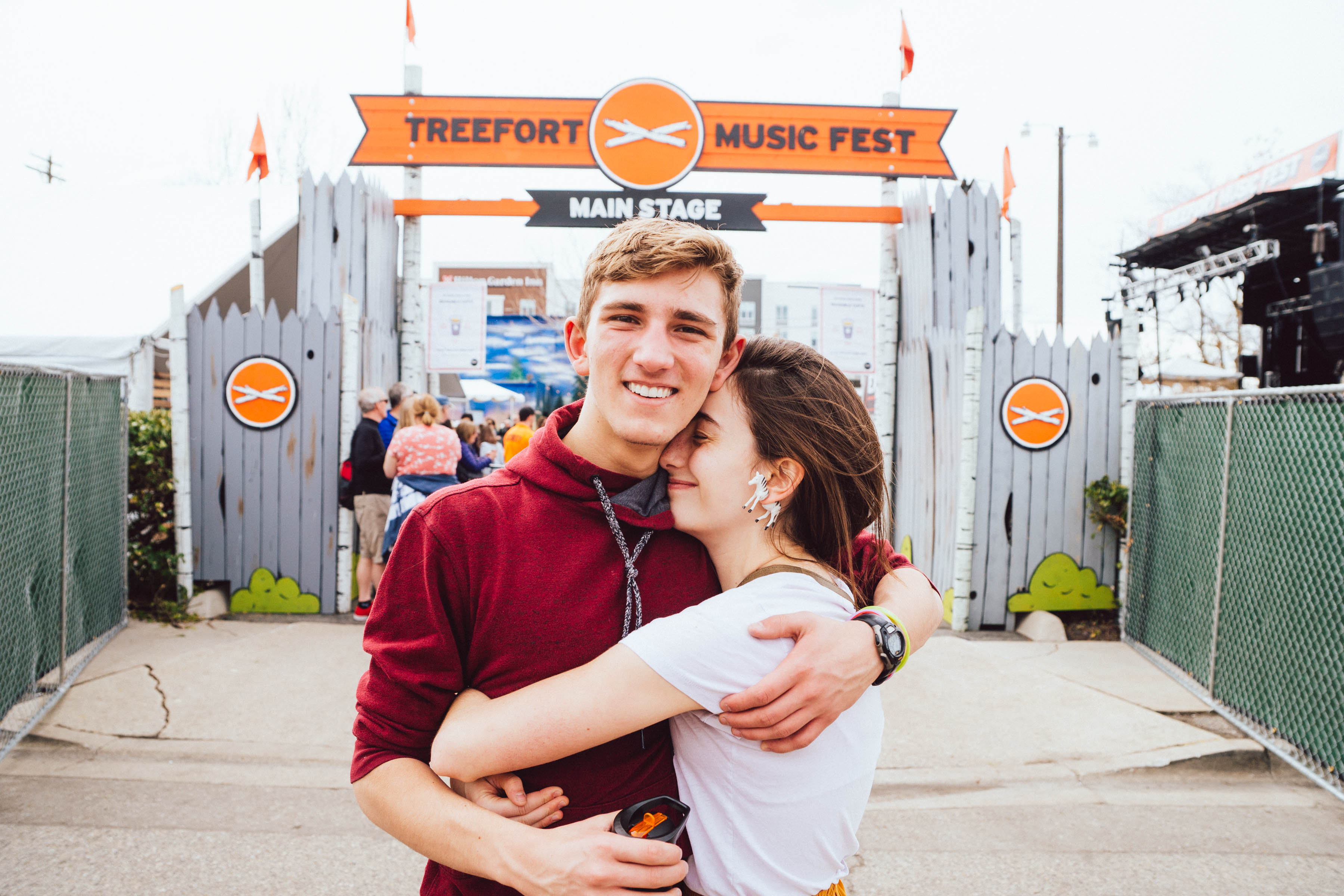
Um abraço após um show nos Estados Unidos

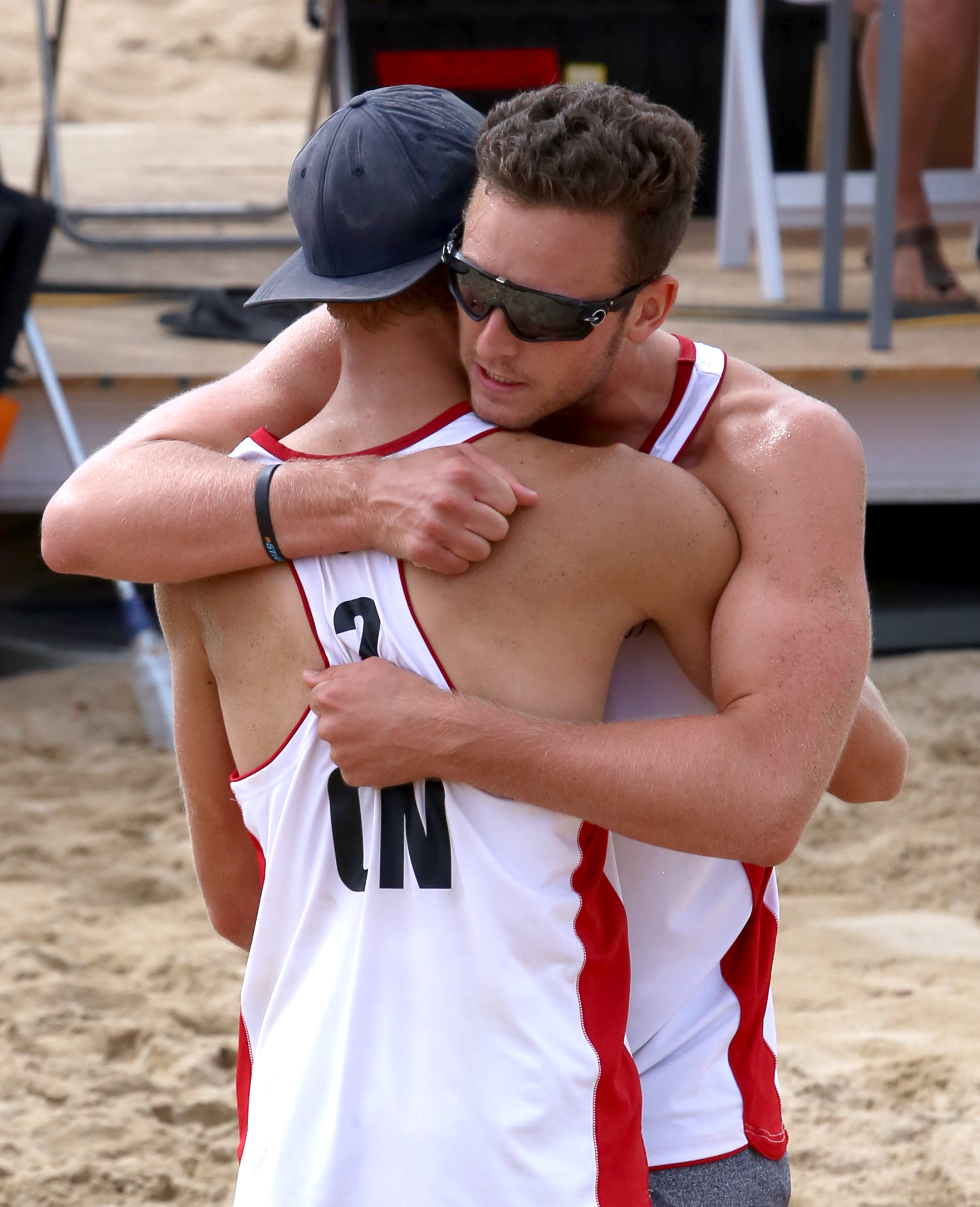
Um abraço depois de um jogo de vôlei no Canadá

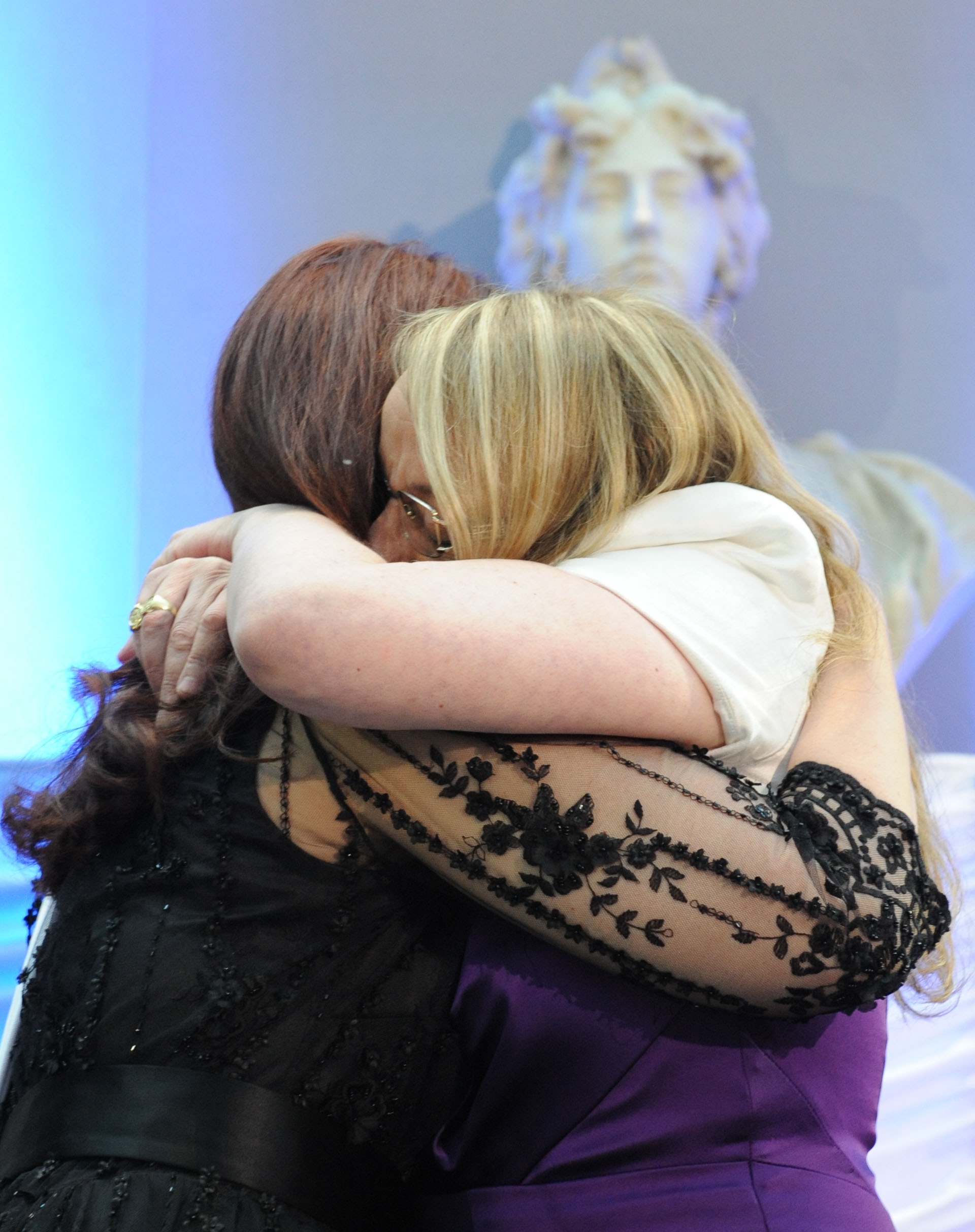
Um abraço na Argentina

Um abraço, às vezes associado a um beijo, é uma forma de comunicação não verbal. Dependendo da cultura, do contexto e do relacionamento, um abraço permite que você exteriorize um sentimento de amizade, amor, fraternidade, ou simpatia. Ao contrário de outros tipos de contato físico, um abraço pode ser feito publicamente e em privado, sem estigma em muitos países e em diferentes religiões e culturas, independentemente de sexo ou idade. Geralmente é um indicador de familiaridade com o outro.
Pode também representar o abraço de urso, a ação de uma pessoa apertar fortemente outra entre os braços deixando-a imobilizada. Ou o abraço de tamanduá, a ação de uma pessoa falsa que finge amizade, mas que pretende fazer um atacar.

## Carícias
Em 2014, os sociólogos britânicos Eric Anderson e Mark McCormack publicaram um estudo mostrando que 93% dos jovens estudantes de esportes heterossexuais britânicos já abraçaram um amigo como sinal de amizade. Outro estudo britânico com trinta homens heterossexuais que estudam esportes, foi publicado na revista científica Men and Masculinities em 2017 descobriu que 29 de 30 homens ja deram abraços e carícias na cama com seu amigo bromântico (relação íntima não sexual).

## Tipos de abraço

### Impessoal
Um abraço impessoal geralmente é apenas falado e não é dado de fato. Especialmente no Brasil, é comum cumprimentar ou se despedir dizendo "um abraço", mas muitas vezes não abraçando de fato. Esse tipo de abraço impessoal é um sinal de mínima intimidade mas é comum também entre pessoas desconhecidas. Ao se despedir numa carta, por exemplo, é relativamente comum dizer "um abraço", "abraço" ou "abraços". Na linguagem da internet - o internetês - isso pode ser ainda representado por dois colchetes, desta forma: []'s ou ainda por parênteses assim: ()'s ou mesmo escrito sob a forma de "abç" ou "abs" (não apenas na internet, mas também em uma carta ou bilhete informal). Esse tipo de expressão, no entanto, não é tão comum em outras línguas. No inglês, por exemplo, "hug" pode ser íntimo demais caso seja escrito ou falado e dificilmente tem o sentido impessoal. Emoticons parecidos com (づ ◕‿◕ )づ e emojis como 🫂 ou 🤗 e podem simbolizar ou lembrar abraços em trocas de mensagem.

### Sexual
Na cultura popular brasileira, chama-se o abraço que exprime uma conotação sexual como "amasso" ou "abraço quente". Um abraço neste estilo consiste geralmente em apalpar, apegar-se ou apertar mais que um abraço comum, tipicamente considerado "com pegada" ou até mesmo fetichista.

### Amplexoterapia
Acredita-se que abraçar seja uma ótima terapia contra a tristeza e a depressão, pois o abraço seria muito mais do que um simples "apertão" de braços, e que no momento que abraçamos afetuosamente a quem apreciamos, transmitimos ali emoções como o amor e a paz.

## Galeria

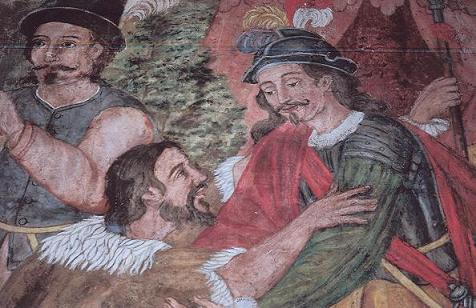
Representação artística de um abraço entre dois amigos, de forma um pouco distante
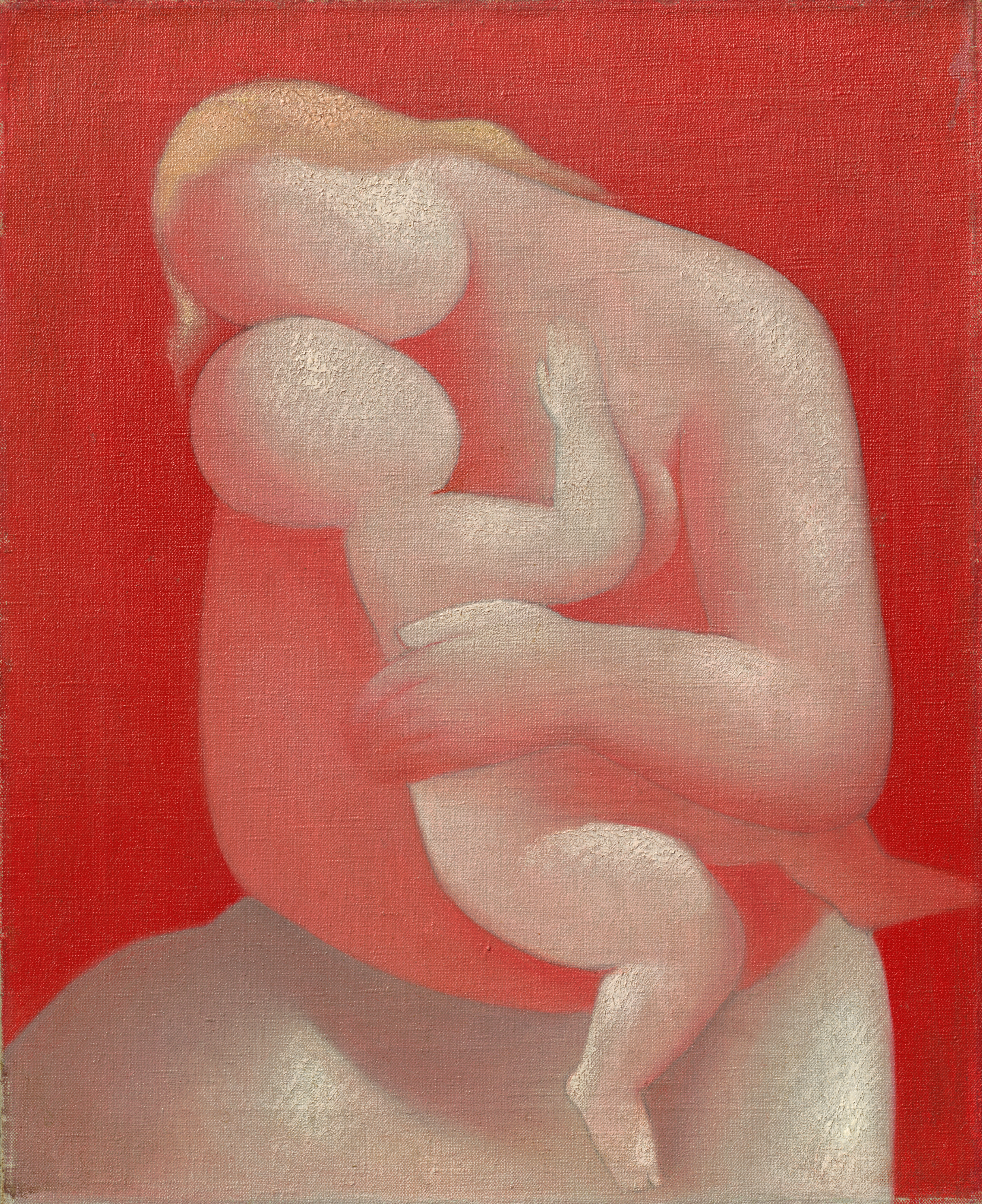
Pintura de uma mãe abraçando carinhosamente o seu filho
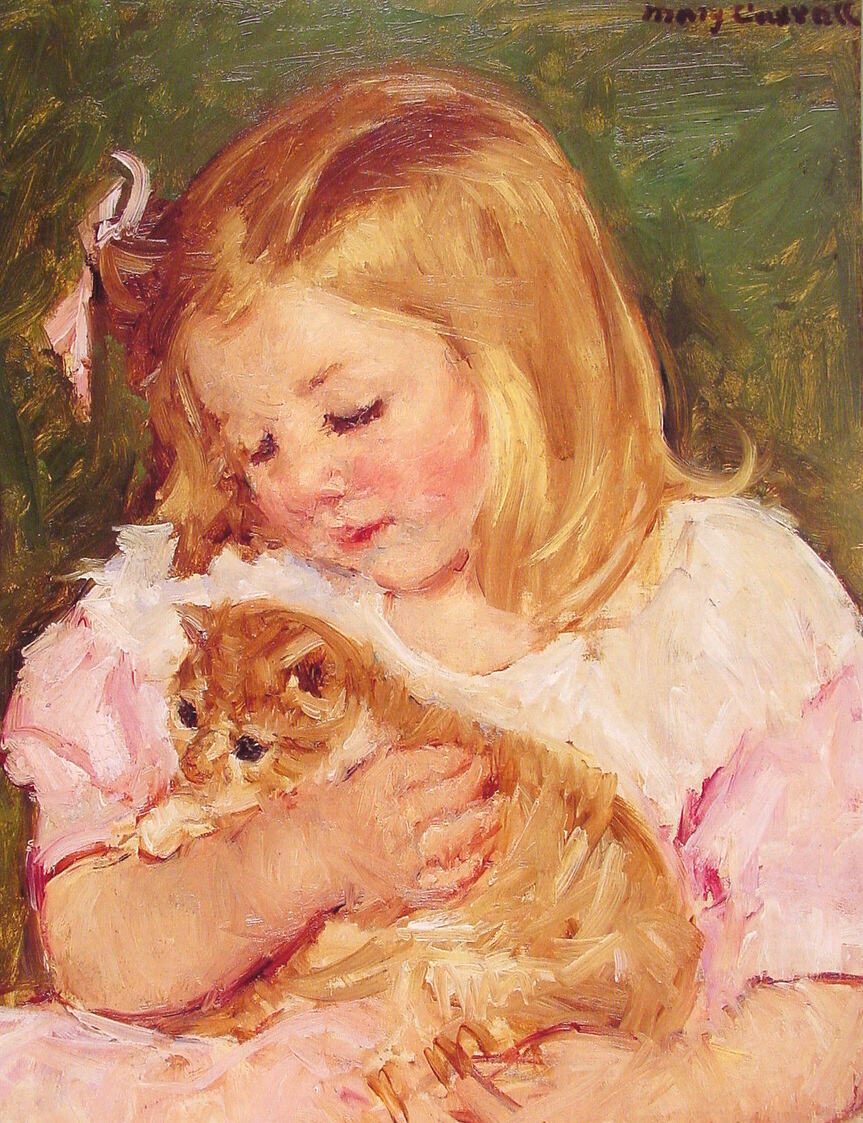
Pintura de uma pequena menina abraçando um gato
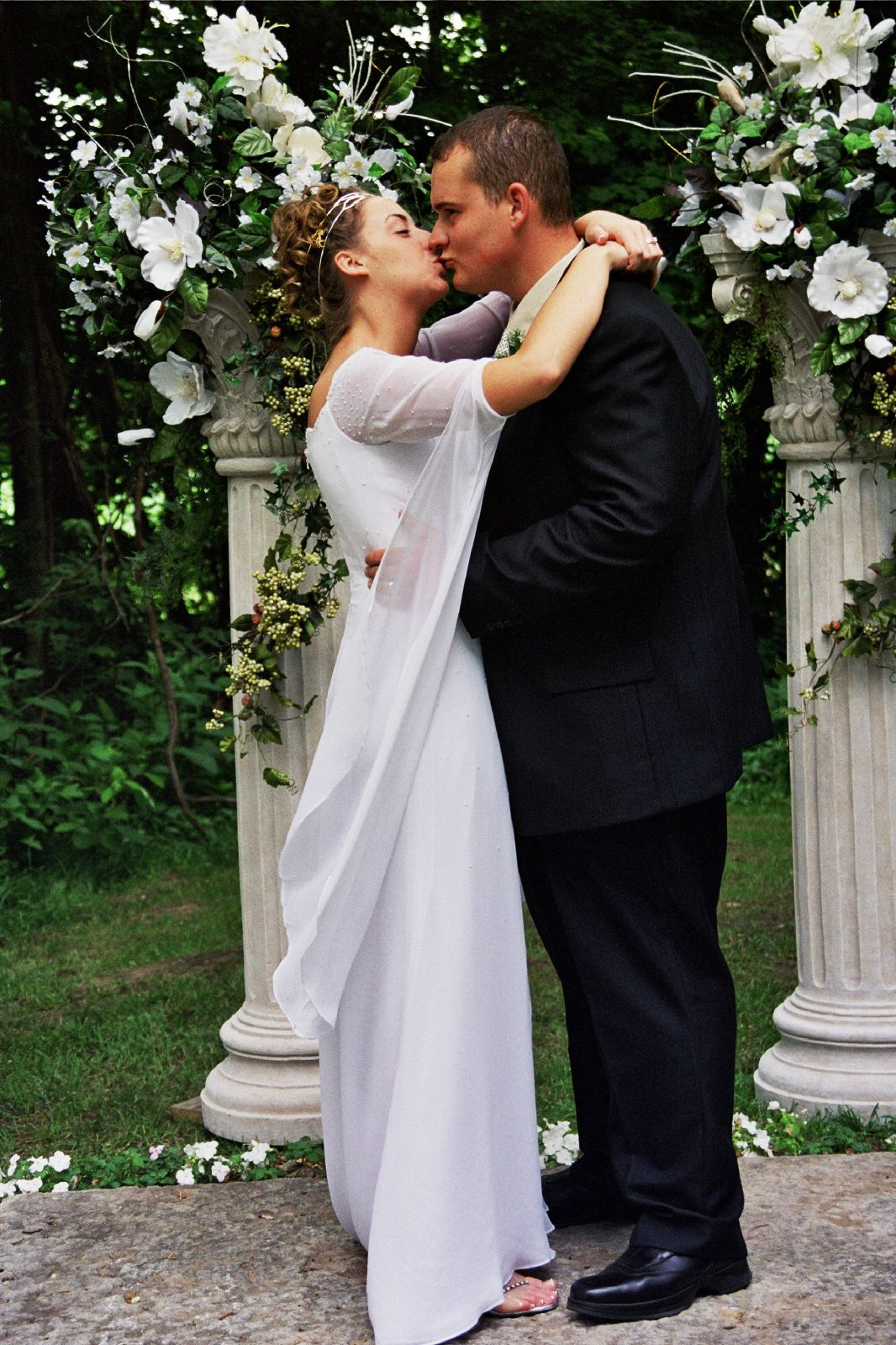
Um abraço entre noivos, juntamente com um beijo